# William Frederick Williams
William Frederick Williams (Utica, 11 januari 1818 – Mardin, 14 februari 1871) was een Amerikaanse zendeling en een van de pioniers van het protestants zendingswerk in het Ottomaanse Rijk. Hij is vooral bekend als de oprichter van het zendingsstation in Mardin in 1858, namens de American Board of Commissioners for Foreign Missions (ABCFM).

## Leven en zendingswerk
In 1858 verhuisde Dr. William Frederick Williams vanuit Mosoel naar Mardin. Zijn missie werd aangemoedigd door eerdere rapporten van Dr. Ashael Grant, die al in 1839 de strategische en multiculturele waarde van Mardin had erkend. Williams’ komst markeerde het officiële begin van het ABCFM-zendingsstation in deze regio.
De vroege jaren in Mardin waren moeizaam. In 1859 slaagde Williams erin een eerste kerk te stichten met 19 leden en startte hij een school. In 1862 opende hij een trainingsschool met acht studenten. In 1867 werd de eerste protestantse kerk in Mardin officieel opgericht, met een Aramese predikant, Cercis (Jurjis) bin Abdullah Hadaye.
Ondanks deze eerste successen bleef de situatie in Mardin complex. De stad kende weinig vooruitgang, mede doordat Williams relatief oud was en het station grotendeels alleen leidde. In 1868 arriveerde de jonge missionaris Alpheus Newell Andrus met zijn vrouw Louise, om het werk over te nemen. Williams was toen grotendeels afwezig en droeg zijn verantwoordelijkheden stilzwijgend over aan Andrus.

## Onderwijs en maatschappelijke betrokkenheid
Williams hechtte veel waarde aan onderwijs. Hij richtte scholen en een seminarie voor jonge mannen op, waar onder meer theologische lessen, aardrijkskunde en rekenen werden onderwezen. De voertaal was Arabisch, hoewel het gebrek aan schriftelijke geletterdheid in de regio een uitdaging vormde.
Daarnaast uitte Williams zorgen over de maatschappelijke positie van vrouwen. Hij stelde dat Mardin in dat opzicht de meest achtergestelde stad was die hij kende. Ongetrouwde vrouwen in het openbaar werden sociaal afgekeurd, wat de missie inzake vrouwenonderwijs bijzonder moeilijk maakte.

## Problemen met autoriteiten
In zijn rapporten klaagde Williams over corruptie en misbruik door lokale autoriteiten. Protestanten werden onevenredig zwaar belast en vaak zonder grond opgesloten, ondanks dat zij volgens Williams hun belastingen beter betaalden dan andere religieuze groepen. Hoewel sommige compensaties via de lokale majlis werden bereikt, bleef structurele bescherming uit. De missionarissen zochten daarom diplomatieke bescherming via Amerikaanse vertegenwoordigers in Istanbul.

## Overlijden en nalatenschap
Williams overleed op 14 februari 1871 in Mardin op 53-jarige leeftijd. Na zijn dood werd het zendingsstation verder geleid door Alpheus Newell Andrus. Dankzij hun gezamenlijke inspanningen groeide het protestantse netwerk in de regio uit tot een invloedrijk geheel, met zendingsposten in onder andere Midyat, Siirt, Qeleth, Qarabash en Diyarbakir.
Hoewel Williams niet het charisma of de langdurige invloed van zijn opvolger Andrus had, wordt hij erkend als de grondlegger van het protestants zendingswerk in Zuidoost-Turkije. Zijn werk legde de fundering voor verdere sociale, religieuze en educatieve hervormingen onder leiding van Amerikaanse zendelingen.